# Pablo Mosquera Mata
Pablo Alejandro Mosquera Mata (Lugo, 29 de juny de 1947) és un metge i polític, fundador del partit polític Unitat Alabesa.
Va ser parlamentari basc per Àlaba en la III legislatura, procudrador en la Junta General d'Àlaba en la III legislatura. El 1990 fou elegit secretari general del partit Unitat Alabesa i el 1991 fou reelegit com a tal.